# Fekete Péter (rendező)
Fekete Péter (Szombathely, 1963. augusztus 6. –) a Nemzeti Cirkuszművészeti Központ főigazgatója, korábbi kultúráért felelős államtitkár, Jászai Mari-díjas magyar színházi rendező, előadóművész, cirkuszművész, a Fővárosi Nagycirkusz igazgatója, érdemes művész. A Békéscsabai Jókai Színház korábbi és a Szarvasi Vízi Színház művészeti igazgatója, a Magyar Teátrum színházi lap főszerkesztője. 2002 és 2004 között a Nemzeti Színház oktatási és külkapcsolati igazgatója volt. 2007-2015 ig a békéscsabai színház igazgatója. Miniszteri biztosként 2011-ben a megyei előadóművészeti intézmények átadását felügyelte, 2012-ben a Nemzeti Színház majd 2015-ben a Pesti Magyar Színház vezetőváltásával kapcsolatos ügyeket vezette, 2015-től a nemzeti cirkuszművészeti stratégia kidolgozásáért felel, felügyeli, irányítja a magyar cirkuszművészet magújítási folyamatát, készítette elő az épülő új Nemzeti Cirkuszművészeti Központot. Művészi, rendezői alkotó munkáját a Fővárosi Nagycirkusz igazgatójaként az ott futó produkciók rendezéseiben mutatja meg. Nős, két felnőtt gyermeke van.

## Élete
Fekete Péter Jászai-díjas rendező nevét a kilencvenes évek közepén ismerhette meg a magyar felsőoktatás és előadó-művészeti világ. Öt éven át több mint húsz alkalommal hozott angol nyelvű színházi előadásokat Nagy-Britanniából Magyarországra, ellátva a teljes magyar felsőoktatást, az összes magyar főiskola és egyetem angol tanszékét a nyelvoktatást segítő produkciókkal. A hét évig tartó nemzetközi művészeti és oktatási projekt több mint hatvan állomásán tízezer magyar diák kapott angol anyanyelven előadott színházi élményt és lehetőséget találkozásra, elemző beszélgetésekre külföldi kortársaival. Az alapos tervezési folyamattal előkészített projekt a brit-magyar államközi kulturális program részeként évekig működött sikerrel. 
2002-től a Nemzeti Színház vezetése csábította haza az akkor Cardiffban főiskolai tanárként dolgozó rendezőt, a külkapcsolatok vezetésével, valamint oktatási és igazgatási feladatokkal bízták meg. Megszervezte a Megyejárás programot, ahol a vidéki előadó-művészet legkiválóbb képviselői méltó fellépési lehetőséget kaptak a nemzet színházában. Meglepő és innovatív ötletekkel állt elő, s állhatatosan megvalósította a lehetetlennek tűnő elképzeléseket is. A HÉV sínekre hozott be vonatot a Nemzeti Színház mellé, művészeti díjat alapított, de közben trükk-tervezéseivel a Nemzeti Színház színpadán is bemutatkozott a közönségnek. Két év szervezőmunka után visszahúzta szíve a színpadhoz, 2005-2006 között Szabadkán, a Szabadkai Népszínházban rendezett. Kés a tyúkban c. előadása és Csáth Géza: Kicsi Emma rendezése jelentős díjakat nyert. 
2007-ben hívták Békéscsabára, ahol előbb a színház mellett működő iskola, majd a színház igazgatását bízták rá. Az ő nevéhez fűződik a színházi háttérszakmák fontosságának elismertetése, képzésük magyarországi beindítása. Irányítása alatt létrejött a Jókai Színház mellett működő művészeti, oktatási és közművelődési központ, az Ibsen Ház, amely az ország egyik legmodernebb stúdiószínházi tere, s egyben a színházi háttérszakmák gyakorlati képzésének bázisa lett. A békéscsabai műhelyből kikerülő szakemberek ma az ország szinte valamennyi színházában megtalálhatók. 
A Békéscsabán eltöltött nyolc igazgatói év alatt létrehozta és beindította a Szarvasi Vízi Színházat, megépítette a Jókai Porondszínházat, Közép-Európa kiemelkedő cirkusz-színházi mobil színterét, létrehozta a Magyar Teátrum Díjat, mellyel évente az előadó-művészeti háttérszakmák legkiválóbb képviselőit jutalmazzák. Ellátta a Vidéki Színházak Szövetségének elnöki tisztjét, felelős kiadója volt a Bárka irodalmi folyóiratnak, alapító főszerkesztője a Magyar Teátrum színházi havilapnak. Miniszteri megbízottként irányította a megyei színházak átadás–átvételi folyamatát, melynek során homogén helyzet alakult ki a vidéki színházak fenntartói körét illetően: valamennyi megyei színház zökkenőmentesen megyeszékhelyi fenntartásba került. Szakmai munkáját 2013-ban Magyar Érdemrend Lovagkeresztje kitüntetéssel, 2014-ben Jászai Mari-díjjal ismerték el. 
A békéscsabai időszak alatt több mint húsz előadást, gálát, nagyrendezvényt rendezett, játékteret, látványt tervezett, tanított a Jókai Színház mellett működő iskolában. Feldolgozta és televíziós programsorozattal bemutatta, népszerűsítette a színházi háttérszakmákat, kiemelve és megbecsülve azok legkiválóbb hazai képviselőit. Az irányítása alatt álló színház társulata számos nemzetközi és hazai fesztiválon szerepelt sikerrel, a meghívások és díjak mellett a békéscsabai közönség osztatlan és hangos megbecsülése minősíti munkáját. 
2011-2018 között az EMMI Színházművészeti Bizottság, az Emberi Erőforrás Minisztere tanácsadó testületének tagja. 

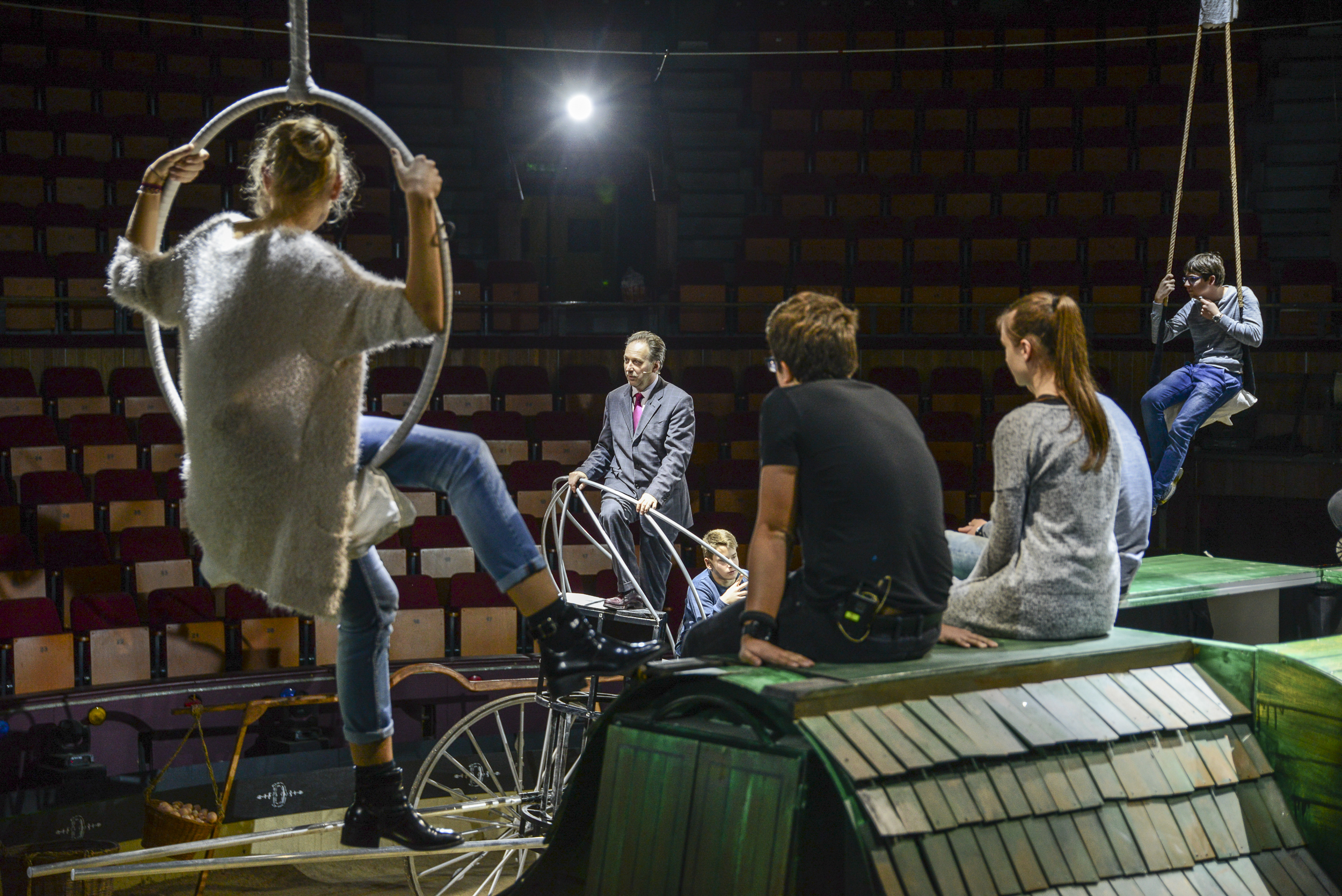
Fekete Péter rendez a Fővárosi Nagycirkuszban (2016, Urbán Ádám)

2015-től miniszteri biztosként készíti elő a Nemzeti Cirkuszművészeti Központ építését, valamint vezeti a Fővárosi Nagycirkuszt és annak működtető intézményét, a MACIVA Nonprofit Kft-t.  
Jelentős szerepe van a cirkuszművészet újra-pozícionálásában országon belül, s határon túl egyaránt. Rövid időn belül az Európai Cirkuszművészeti Szövetség elnökségi tagjává, valamint a Közép-európai Cirkuszművészeti Egyesület elnökévé választották. A világ jelentős cirkuszművészeti szakmai rendezvényeink állandó meghívottja, a legjelentősebb nemzetközi versenyek zsűritagja, szakmai konferenciák előadója. A 2018-as év egyik legnagyobb sikere, hogy az európai cirkuszművészet 250 éves jubileumi évének nyitórendezvényét Magyarországra sikerült szerveznie, melyet kirobbanó nemzetközi sikerrel bonyolított le. 
2018. június 1-től 2022-ig az Emberi Erőforrások Minisztériumának kultúráért felelős államtitkára.  
2022-től ismét ő vezeti a Fővárosi Nagycirkuszt és annak működtető intézményét, a Nemzeti Cirkuszművészeti Központ Nonprofit Kft-t.

## Végzettség
- folyamatban: Phd, Kijevi Nemzeti Színház- Film- és Televízió-művészeti Egyetem, Karpenko Kary, Phd képzés, abszolutórium
- folyamatban: MA, Budapest Kortárstánc Főiskola,

Tanári MA; kortárstánc művészet és más mozgás alapú művészeti ágak
- 2010: MA, Kijev Nemzeti Színház Film és Televízió-művészeti Egyetem MA Színházmenedzsment szak
- 2010: MA, Pannon Egyetem MA Színháztudomány Szak, színháztudományi bölcsész
- 1995: BA, Szombathelyi Berzsenyi Dániel Tanárképző Főiskola, Művelődésszervező Szak
- 1994: ADC, Welsh College of Music and Drama Cardiff – ADC Theatre Directing Option (színházművészet, rendező)
- 1987: Zauberschule München, előadóművész diploma
- 1981: Nagy Lajos Gimnázium, Szombathely érettségi
- Egyéb, színházzal kapcsolatos gyakorlati végzettségek: Elektroműszerész szakmai végzettség, pirotechnikus, tűzvédelmi szakvizsga, rakodó és szállító gépkezelői bizonyítvány, emelőgép kezelői bizonyítvány, gépkezelői jogosítvány.

## Munkahelyek
- 1987–1992: előadóművész, cirkuszművész, München
- 1995–2002: tanár, európai színházi ügyek felelős vezetője, Welsh College of Music and Drama, Cardiff
- 2002–2004: oktatási és külkapcsolati igazgató, Nemzeti Színház, Budapest
- 2007. március 1.–június 1.: oktatási igazgató, Békés Megyei Jókai Színház
- 2007. június 10.–2010. június 30.: igazgató, Fiatal Színházművészeti Szakközépiskola, Békéscsaba
- 2007. június 1.–2012. április 30.: igazgató, Békés Megyei Jókai Színház
- 2009 óta alapító főszerkesztő, Magyar Teátrum Színházi havilap
- 2010–2016: elnök, Magyar Vidéki Színházigazgatók Egyesülete
- 2011 óta Színházművészeti Bizottság tag, Emberi Erőforrások Minisztériuma
- 2011 óta művészeti vezető, Szarvasi Vízi Színház
- 2011–2012: felügyelő bizottsági tag, MACIVA Magyar Cirkusz- és Varieté Nonprofit Kft.
- 2012–2015: igazgató, Békéscsabai Jókai Színház
- 2015–2018 május óta művészeti tanácsadó, Békéscsabai Jókai Színház
- 2015–2018 május ügyvezető igazgató/főigazgató, Magyar Cirkusz és Varieté Nonprofit Kft – Fővárosi Nagycirkusz
- 2015 óta miniszteri biztos, Emberi Erőforrás Minisztériuma
- 2017 óta elnökségi tag, Európai Cirkuszművészeti Szövetség (European Circus Association)
- 2017 óta elnök, Közép-Európai Cirkuszművészeti Egyesület (Central European Circusart Association)
- 2017 óta elnökségi tag, Magyar Cirkuszigazgatók Egyesülete
- 2018–2022 Kultúráért Felelős Államtitkár, Emberi Erőforrások Minisztériuma
- 2022 óta ügyvezető igazgató/főigazgató, Nemzeti Artista- Előadó- és Cirkuszművészeti Központ NKft – Fővárosi Nagycirkusz
- 1987–1992: előadóművész, cirkuszművész, München
- 1995–2002: tanár, európai színházi ügyek felelős vezetője, Welsh College of Music and Drama, Cardiff
- 2002–2004: oktatási és külkapcsolati igazgató, Nemzeti Színház, Budapest
- 2007. március 1-től június 1-ig: oktatási igazgató, Békés Megyei Jókai Színház
- 2007. június 10.–2010. június 30.: igazgató, Fiatal Színházművészeti Szakközépiskola, Békéscsaba
- 2007. június 1.–2012. április 30.: igazgató, Békés Megyei Jókai Színház
- 2009 óta alapító főszerkesztő, Magyar Teátrum Színházi havilap
- 2010–2016: elnök, Magyar Vidéki Színházigazgatók Egyesülete
- 2011 óta Színházművészeti Bizottság tag, Emberi Erőforrások Minisztériuma
- 2011 óta művészeti vezető, Szarvasi Vízi Színház
- 2011–2012: felügyelőbizottsági tag, MACIVA Magyar Cirkusz- és Varieté Nonprofit Kft.
- 2012–2015: igazgató, Békéscsabai Jókai Színház
- 2015- 2018 május óta művészeti tanácsadó, Békéscsabai Jókai Színház
- 2015–2018 május ügyvezető igazgató/főigazgató, Magyar Cirkusz és Varieté Nonprofit Kft – Fővárosi Nagycirkusz
- 2015 óta miniszteri biztos, Emberi Erőforrások Minisztériuma
- 2017 óta elnökségi tag, Európai Cirkuszművészeti Szövetség (European Circus Association)
- 2017 óta elnök, Közép-Európai Cirkuszművészeti Egyesület (Central European Circusart Association)
- 2017 óta elnökségi tag, Magyar Cirkuszigazgatók Egyesülete
- 2018–2022 Kultúráért Felelős Államtitkár, Emberi Erőforrások Minisztériuma
- 2022 óta ügyvezető igazgató/főigazgató, Nemzeti Artista- Előadó- és Cirkuszművészeti Központ NKft – Fővárosi Nagycirkusz

## Oktatási munkák
- 1987–1991: Zauberschule, München
- 1994–2002: Welsh College of Music and Drama, Cardiff
- 2007–2010: igazgató, Fiatal Színházművészeti Szakközépiskola, Békéscsaba
- 2010- 2018 május: gyakorlati képzési koordinátor, Harruckern János Szakközépiskola, Gyula
- 2022 – Színház- és Filmművészeti Egyetem egyetemi docens, Németh Antal Drámaelméleti Intézet
- 2021 – Budapest Kortárstánc Főiskola – szakindító felelős
- Mesterkurzusok folyamatosan több európai országban.

## Színpadi rendezései
- Csáth Géza-Gerard O'Neil-Fekete: Little Emma (Bute Theatre Cardiff)
- Barker: Judith (Bute Theatre Cardiff)
- Selmeczi György-Czakó Gábor: Disznójáték — Pigs (Merlin Színház, Budapest)
- Cervantes: Don Quijote (Bute Theatre Cardiff)
- Shaffer: The Private Ear (Bute Theatre Cardiff)
- Greene: Travels with My Aunt (Bute Theatre Cardiff)
- Barker: The Possibilities (Bute Theatre Cardiff)
- Harold Pinter: Betrayal (Bute Theatre Cardiff)
- Albee: Who’s Afraid of Virginia Woolf? (Bute Theatre Cardiff)
- Friendship: The Legend of King Arthur and Merlin (Bute Theatre Cardiff)
- Lionel Hampton: Treats (Bute Theatre Cardiff)
- Tennessee Williams: The Glass Managerie (Bute Theatre Cardiff)
- Pinter: The Lover (Bute Theatre Cardiff)
- Harrower: Knives in Hens (Cardiff)
- Levin: Deathtrap (Merlin Színház, Budapest)
- Egressy Zoltán: Spinach’n Chips (Merlin Színház, Budapest)
- Harrower: Kés a tyúkban (Szabadka)
- Egressy Zoltán: Spinach’n Chips (New End Theatre London)
- Csáth Géza: Emma (Szabadka)
- Békés Pál-Mikó István: Egy kis térzene (Békéscsabai Jókai Színház)
- Selmeczi-Czakó: Disznójáték (Békéscsabai Jókai Színház)
- Dale Wassermann-Mitch Leigh-Joe Darion: La Mancha lovagja (Békéscsabai Jókai Színház, Porondszínház)
- Brestyánszki B. Rozália: Csörte (Békéscsabai Jókai Színház)
- Orient – zenés színház (Békéscsabai Jókai Színház, Művészetek Háza Gödöllő)
- Ballance – Fővárosi Nagycirkusz Budapest 2015
- Atlantisz gyermekei- Vízicirkusz – Fővárosi Nagycirkusz Budapest 2016
- Ludas Matyi – Fővárosi Nagycirkusz Budapest 2016
- Dima Karácsonya – Fővárosi Nagycirkusz Budapest 2016
- Cirkuszi szomszédolás – Fővárosi Nagycirkusz Budapest 2017
- Jégbezárt Cirkuszvilág – Fővárosi Nagycirkusz Budapest 2017
- Ezüstbojtár – Csokonai Színház, Debrecen, Fővárosi Nagycirkusz 2017
- Lyrical Circus Late Night Show – költői cirkusz-színházi előadás 2018 (Best Show price – Firebird Production Price – XII. Budapest Cirkuszfesztivál, különdíj)
- Atlantis Flight-Vízicirkusz –Fővárosi Nagycirkusz 2018
- Gálaestek, nagyrendezvények, rendezése 100-as nagyságrendben folyamatosan
- Magyar Teátrumi Díj – díjátadó gálaestek rendezése
- Cirkománia (Fővárosi Nagycirkusz)
- Cirkusziskola (Zánkai Erzsébet táborok)
- Csillagtánc (Fővárosi Nagycirkusz)
- Tündértánc – Nővarázs (Fővárosi Nagycirkusz)
- RAIN – Esőcirkusz (Fővárosi Nagycirkusz)
- MAGIC Show (Fővárosi Nagycirkusz)
- Melyiket a kilenc közül? összművészeti produkció (Fővárosi Nagycirkusz)
- A repülő zongora (Zánkai Erzsébet táborok)
- A sztyeppe illata (Fővárosi Nagycirkusz)

## Díszlet, játéktér, illúzió-, effekt-, trükktervező munkák
- Cabaret – trükk (rendező: Andrew Neil – Cardiff)
- Shin Zeng mesék – trükk (baletfilm – Bavaria Filmstúdió, München)
- Chicago – trükk (rendező: Caroll Tod – Cardiff)
- The Duchess of Mulfi – trükk (Cardiff)
- Csipkerózsika – trükk (rendező: Magács L. – Budapest Fővárosi Nagycirkusz)
- Hetedhét – trükk (rendező: Jordán T. – Budapest Merlin Színház)
- Iglic – trükk (rendező: Zsótér Sándor – Budapest, Víg Színház)
- Jacques – trükk (rendező: Balázs Zoltán – Budapest Maladype)
- Bolondok iskolája – trükk (rendező: Balázs Zoltán – Budapest Maladype)
- Theomachina – trükk (rendező: Balázs Zoltán – Budapest Bárka Színház)
- Holdbéli csónakos – trükk (rendező: Valló Péter – Budapest Nemzeti Színház)
- Paravarieté – trükk (rendező: Znamenák István – Kaposvári Csiky Gergely Színház)
- Emma – trükk (rendező: Fekete Péter – Szabadka)
- Disznójáték – trükk (rendező: Fekete Péter – Békéscsaba)
- Nem félünk a farkastól – trükk (rendező: Konter László – Békés Megyei Jókai Színház)
- Aida – trükk (rendező: Szomor György – Békés Megyei Jókai Színház Porondszínház)
- Cseresznyéskert – trükk (rendező: Jordan Tamás – Weöres Sándor Színház Szombathely)
- Aska és a farkas – trükk (rendező: Hernyák György – Békés Megyei Jókai Színház)
- Egressy Zoltán: Sóska, sültkrumpli – díszletterv (rendező: Koleszár Bazil Péter – Békés Megyei Jókai Színház)
- Elton John-Tim Rice: Aida – porondszínházi játéktér kialakítása (rendező: Szomor György) – Békés Megyei Jókai Színház)
- Pataki Éva: Edith és Marlene – játéktér (rendező: Tege Antal – Békés Megyei Jókai Színház)
- Ivan Holub: Javor vitéz – trükk (rendező: Czajlik József – Békés Megyei Jókai Színház)
- Mijicic-Senker-Skrabe: Trenk, avagy a vad báró – trükk (rendező: Soós Péter – Békés Megyei Jókai Színház)
- Zalán Tibor-Greifenstein János: Csínom Palkó – játéktér (rendező: Greifenstein János) – Békés Megyei Jókai Színház)
- Circus Hungaricus – játéktér-játékmester (rendező: Vidnyánszky Attila – Békés Megyei Jókai Színház Porondszínház)
- Kálmán Imre: Csárdáskirálynő – játéktér (rendező: Seregi Zoltán – Békés Megyei Jókai Színház)
- Dale Wassermann-Mitch Leigh-Joe Darion: La Mancha lovagja – játéktér, trükkök, díszletszobrok (rendező:Fekete Péter – Békés Megyei Jókai Színház)
- Dumas-Szomor-Pozsgai: Monte Cristo grófja – díszletterv (rendező: Szomor György – Békés Megyei Jókai Színház)
- Brestyánszki B.R.: Csörte – díszlet, játéktér (rendező: Fekete Péter – Békés Megyei Jókai Színház)
- Szomor György-Román Sándor: Frank Sinatra A hang – játéktér, trükk, effektek (rendező: Szomor György – Békés Megyei Jókai Színház Porondszínház)
- Jókai Mór: A kőszívű ember fiai – díszletterv (rendező: Seregi Zoltán – Békéscsabai Jókai Színház)
- Mikszáth Kálmán: Szent Péter esernyője – díszlet, játéktér (rendező: Katkó Ferenc – Békéscsabai Jókai Színház)
- Shakespeare: Lear király – speciális effektek (rendező: Chris Rolls – Békéscsabai Jókai Színház)
- Tennessee Williams: Üvegfigurák – díszlet, játéktér (rendező: Seregi Zoltán – Békéscsabai Jókai Színház)
- Bóbita-fantáziák zenés verses mese – játéktér (rendező: Tarsoly Krisztina – Békéscsabai Jókai Színház)
- Bartus Gyula-Benedekfi István-Benedekfi Zoltán: Lovak – díszlet és látványterv (rendező: Bartus Gyula – Békéscsabai Jókai Színház)
- Kurt Weill-Bertolt Brecht: Koldusopera – díszletterv (rendező: Katkó Ferenc – Békéscsabai Jókai Színház)
- Orient zenés színház – játéktér és látványterv (rendező: Fekete Péter – Békéscsabai Jókai Színház, Művészetek Háza Gödöllő)
- Thomas Mann: Mario és a varázsló – játéktér és trükk (rendező: Kovács Frigyes – Békéscsabai Jókai Színház
- Ludas Matyi – cirkusz-színházi előadás – szcenika, trükktechnika (rendező: Fekete Péter – Fővárosi Nagycirkusz)
- Dima karácsonya – szcenika, trükktechnika (rendező: Fekete Péter– Fővárosi Nagycirkusz)
- Cirkuszi szomszédolás – szcenika, trükktechnika (rendező: Fekete Péter – Fővárosi Nagycirkusz)
- Jégbezárt cirkuszvilág – szcenika, trükktechnika (rendező: Fekete Péter – Fővárosi Nagycirkusz )
- Ezüstbojtár – szcenika, trükktechnika (rendező: Fekete Péter– Fővárosi Nagycirkusz, Debreceni Nemzeti Színház )
- Koronázási Ünnepi Játékok – artistaművészeti elemek rendezése, (Rendező: Szikora János)
- Lyrical Circus Late Night Show – szcenika, trükktechnika (rendező: Fekete Péter – Fővárosi Nagycirkusz)
- Atlantic Flight – Nagy Cirkuszi Utazás – szcenika, trükktechnika (rendező: Fekete Péter – Fővárosi Nagycirkusz)
- Gálaestek, nagyrendezvények, rendezése 100-as nagyságrendben folyamatosan
- Magyar Teátrumi Díj – díjátadó gálaestek rendezése
- Cirkománia (Fővárosi Nagycirkusz)
- Cirkusziskola (Zánkai Erzsébet táborok)
- Csillagtánc (Fővárosi Nagycirkusz)
- Tündértánc – Nővarázs (Fővárosi Nagycirkusz)
- RAIN – Esőcirkusz (Fővárosi Nagycirkusz)
- MAGIC Show (Fővárosi Nagycirkusz)
- Melyiket a kilenc közül? összművészeti produkció (Fővárosi Nagycirkusz)
- A repülő zongora (Zánkai Erzsébet táborok)

## Szakértői és kutatási munkák
- 1996-1997 British Accreditation Council (felsőoktatási akkreditációs biztos)
- 1996-2002 „T. I. E. English Language Theatre in Hungarian University Education” – Angol Nyelvű Színház a Magyar Felsőoktatásban program (a Brit-Magyar Államközi Kultúregyezmény Britannisztika Projekt alprojektje Welsh College of Music and Drama – Oktatási Minisztérium)
- 1996 A színház felhasználhatósága az oktatásban – (Welsh College of Music and Drama)
- 1996 Az illúzió színházi felhasználhatósága – Welsh College of Music and Drama)
- 1997 Megvalósíthatósági tanulmány: a Merlin Színház kamaratermének kialakítása, működtetése
- 1999 Összegző értékelés – Szombathely város (Vas megye) önálló színháza létrehozásának lehetőségei és feltételei
- 2000 Az ELTE budapesti, lágymányosi városrészi campusán létesítendő kulturális-művészeti és szórakoztató központjának kultúrával, előadó művészettel, színházzal kapcsolatos koncepciója
- 2000 Színház-technológiai szakértő az új Nemzeti Színház tervpályázata második díjas pályaművében (az Ekler tervező team tagja)
- 2001 Megvalósíthatósági tanulmány Szombathely város felkérésére egy önálló, szombathelyi székhelyű színház beindítására
- 2002 Színháztechnológiai szakértő a tatabányai színház átépítésére kiírt pályázathoz (a Gaskó tervező team tagja)
- 2003 A Megyejárás program megalkotója és működtetője (Nemzeti Színház Budapest)
- 2003 A Nemzeti Különjárat – vonattal a HÉV-sínre című projekt megalkotója (Nemzeti Színház Budapest)
- 2005 A Budapesti Őszi Fesztivál hivatalos találkozóhelye, az AKKU létrehozása és ügyvezetése
- 2006 Megvalósíthatósági tanulmány egy Békéscsabai székhelyű komplex színházi oktatási intézmény kialakítására (Békéscsaba)
- 2008 Szombathelyi Weöres Sándor színház tervpályázati anyag (Megina Team – színháztechnológiai szakértő)
- 2008 Színháztechnikai szakértő – stúdiószínház átépítése (Békéscsaba Jókai Színház)
- 2009 Színháztechnikai szakértő – Szombathelyi Színház tervpályázat (Megina Team)
- 2009 Színháztechnikai szakértő – Pécs Koncertterem tervpályázat (Megina Team)
- 2009 Színháztechnikai szakértő – IBSEN Kulturális és Oktatási Központ és Stúdiószínház építés (Békéscsaba)
- 2009 Jókai Porondszínház (cirkusz-színház) tervező, létrehozó
- 2011-2012 MACIVA Felügyelő Bizottság tagja
- 2011-2012 Nemzeti Erőforrás Minisztérium – miniszteri megbízott – megyei fenntartású előadó-művészeti intézmények átadás-átvétele a Konszolidációs Törvénynek megfelelően
- 2011-2018 Nemzeti Erőforrás Minisztérium – Színházművészeti Bizottság – Tag
- 2013.február 1. – 2013. június 30. – miniszteri biztos – Nemzeti Színház átadás-átvétel
- 2015. március 1-től – miniszteri biztos – a nemzeti cirkuszművészeti stratégia kidolgozása
- 2015. április – miniszteri biztos – a Pesti Magyar Színház igazgató átadás-átvétel
- 2017. január – Európai Cirkuszművészeti Szövetség (European Circus Association – ECA – elnökségi tag)
- 2018. május 22. – 2022. május: Emberi Erőforrások Minisztériuma, kultúráért felelős államtitkár
- 2017 – jelenleg is – audionarrált előadás módszertanának kidolgozása, előadások, taktilis érzékelés órák tartása

## Film, Televízió
2007 Egy kis térzene – tv film (rendező)  
2010 – 2017 Magyar Teátrum Gála (rendező) 
2011 Színházi háttérszakmák bemutatása MTV 21 műsorból álló sorozata (felelős szerkesztő, műsorvezető ) 
2014 Békési anekdoták: A disznóperzselés kisfilm (producer)
2014 Békési anekdoták: A nősülés kisfilm (producer)
2014 Békési anekdoták: A kóstoló (producer)
2015 – 2017 ARTista Cafe – Mit neked cirkusz (felelős szerkesztő) 
2016 Budapest Cirkuszfesztivál –televíziós felvétel (rendező) 
2018 Budapest Cirkuszfesztivál – televíziós felvétel (rendező)  
2021 Budapest Cirkuszfesztivál – televíziós felvétel (rendező)  

## Publikációk, lektorálások
Színháztudományi Szemle: főszerkesztő
2007-től Bárka irodalmi folyóirat – felelős kiadó
2007: Színpadtechnika Központi Alapprogram – szerkesztő
2009-től Magyar Teátrum, színházi havilap – alapító, főszerkesztő
2009: Színész II tankönyv – lektor
2010: Színházi Munkavédelmi Tankönyv – lektor
2014: Szín-játékok Zalán 60 könyv – Békéscsabai Jókai Színház – szerkesztő
2014: Theatres in Hungary – Outside the Capital könyv – szerkesztő
2015: Balogh Tibor: Színjátszók versenyben – társszerkesztő
2016: Lektorálási munkák: szakképzések és részszakképzések szakmai és vizsgakövetelményének kidolgozását, modulkövetelményeinek átvizsgálása
a Magyar Kereskedelmi és Iparkamara Oktatási és Képzési Igazgatósága részére:
- Előadóművészeti jegypénztáros
- Előadóművészeti közönségkezelő
- Előadóművészeti szervező
- Közönségforgalmi felügyelő
- Színpad-és porondtechnikus
- Színpadi alsógépkezelő
- Színpadi díszítő-berendező
- Színpadi magasépítő
- Zsinórpadlás-kezelő

### Kötetei
- A kimondott szó ereje. Válogatás Fekete Péter beszédeiből; szerk. Belicza Bea, Fekete Péter; Prae, Budakeszi, 2022

## Konferenciák
2009. november 28. – Budapest Művészetek Palotája
előadás, prezentáció: RendhagyÓra – programsorozat bemutatása
2010. április 1. – Színházi munkavédelmi konferencia a Békés Megyei Jókai Színházban
előadás: Munkavédelem a színházban
2011. október 28. – Budapest Országgyűlés – kulturális szakmai nyílt nap
előadás: A média és a színház együttműködésének, a televíziós közvetítések, közös produkciók létrehozásának fontossága
2013. április 8. – Mindentudás Színházi Egyeteme a Békéscsabai Jókai Színházban
előadás: Gondolatcsírától a tapsig
2013. szeptember 10. – Budapest, Thália Színház – Vidéki Színházak Fesztiválja
előadás: Különleges színházi játszóhelyek
2014. június 7. – Pécsi Országos Színházi Találkozó
előadás: Színház és oktatás
2014. július 24. – Románia, Tusványos – Bálványosi Szabadegyetem
előadás: A kortárs magyar dráma
2014. augusztus 28. – Veszprémi Előadó-művészeti Szakmai Konferencia
Poszter előadás: Párbeszéd a magyar előadó-művészet fejlődéséért
Poszter előadás: Új, keletkező színház szakmák – az akadálymentesítés kapcsán
Poszter előadás: A színházi háttérszakmák erkölcsi megbecsülése és annak szükségessége
2015. szeptember 8. – Győri Nemzeti Színház – „Színházat vegyenek” – színházmarketing konferencia – marketing a színházigazgató szemével
előadás: A színházi produkciók létrehozásának és működtetésének belső kommunikációja, létrehozásának feltételrendszere
2016. október 12. – Kijev Karpenko Kary University of Theatre Film and Television
angol nyelvű előadás: The importace of the theatrical complementary, support and backstage professions in the development of theatre and performing art
2016. október 18. – Brüsszel – EU Parlament – Conference on the future of Circus Art on the European Union
angol nyelvű poszter előadások:
- Responsibility for the renewal of the Circus Arts in Europe. Past, present and future of the Circus Arts
- New Hungarian Circus Art Centre will serve Central-european circus art
- Circus Art serve public interest trough helping educational aims
- Training professionals in different circus in different circus backstage jobs
- Circus Art on Unesco’s list of Intangible Cultural Heritage
- Circus Art surving public interest as a carrier of social consciouness and resposibility
2016. október 24. – Budapest Pesti Magyar Színház – Akadálymentesítés az előadóművészet területein Nemzetközi Konferencia
előadás: új előadó-művészeti háttérszakmák keletkezése az esélyegyenlőség jegyében
2016. október 29. – Wuhan Kína – 12. Nemzetközi Kinai Akrbata Fesztivál és Szakmai Konferencia
angol nyelvű előadás: How to achieve the prosperity and development of the circus art. Responsibility for the Renewal of the Circus Arts.
2017. október 5-6. – Nemzetközi Előadóművészeti Konferencia, Budapest, Képzőművészeti Egyetem
angol nyelvű előadás: The importance and necessity of the training of performing arts’ offstage disciplines 
2018. január 10. – ECA-konferencia, Budapest Nemzetközi Cirkuszfesztivál
angol nyelvű előadás: The future of the education in Capital Circus – Introducing circus pedagogy in Hungary 
2018. augusztus 9. – Kárpát-Haza Magyar Konferencia és Üzletember Fórum, Csángó Fesztivál
2018. szeptember 7. – Párbeszéd a magyar színház jövőjéről 5.
2018. október 4-6. A Magyarországi Tájházak Szövetsége XVI. Országos Szakmai Konferenciája és Találkozója
előadás: A tájházak szerepe a kulturális akadálymentesítés folyamatában
2018. október 27. – ECA-konferencia, Wiesbaden, European Youth Circus Festival
angol nyelvű előadás: UNESCO – The Way and Experience of How to Be on the National List of Intangible Heritage, the Possibilities of Sharing the Experience with European Countries
2019. április 14-15: Bukarest – Az európai unió egészségügyi minisztereinek informális ülése
2019. április 16.: Bukarest – Európai Kulturális Miniszterek informális ülése – „tanuljunk a múltból, építsük a jövőt”
2019. május 22-23.: Brüsszel – Oktatás, Ifjúság, Kultúra és Sport tanácsülés
2019. június 10-11.: Viglas – V4 kulturális miniszterek találkozója – cirkuszművészeti dokumentumok digitalizálása; a népművészet és a népi kultúra további támogatásának lehetőségei
2019. augusztus 30.: Budapest – MMA Konferencia – párbeszéd a magyar színházi konferencia jövőjéről
2019. szeptember 6.: Nyíregyháza- 57. Közgazdász Találkozó – a színházművészet finanszírozásának kihívásai
2022. január 11.: Szépművészeti Múzeum, Barokk Csarnok – Budapest Nemzetközi Cirkuszfesztivál Építészeti konferencia – előadó
2022. január 13.: Mezőgazdasági Múzeum – „A cirkuszpedagógia lehetőségei a magyar oktatási rendszerben” tudományos és módszertani konferencia – előadó
2022. március 28.: Turay Ida Színház – A klasszikus színház jövője az Európai Unióban – előadó
2022. június 13.: A kultúra a gazdaság része? című KKVHÁZ konferencia – előadó
2022. november: Szentpétervár – Nemzetközi Cirkuszfesztivál, zsűritag
2022. december: Róma – Nemzetközi Cirkuszfesztivál, zsűritag
2023. január 21. Monte Carlo, Monaco, Nemzetközi Cirkuszfesztivál, előadó „A cirkuszművészet társadalmi elfogadottságának maximalizálása” című előadás
2023. január 26.: Párizs, Cirque de demain, Nemzetközi Cirkuszfesztivál, zsűritag 

## Díjai
- Megyei Príma díj (színművészet kategóriában) (2011)
- Szarvas Város Közművelődéséért Díj (2013)
- A Magyar Érdemrend lovagkeresztje (2014)
- Jászai Mari-díj (2015)
- Békéscsaba Hírnevéért Díj (2015)
- Békés Megyéért Kitüntetés (2015)
- Miniszteri Elismerés – Nemzeti Fejlesztési Miniszter (2017)
- Rendvédelmi Elismerés- Magyar Rendvédelmi Kar (2018)
- Szenes Iván-díj (2019)
- Cirkuszművészet nagykövete (2021)
- Szarvas Városért díj (2021)
- Békéscsaba Kultúrájáért kitüntetés (2024. január 22.)
- Érdemes művész (2025)[2]